# Orcs Must Die! Unchained
Orcs Must Die! Unchained était le troisième volet de la franchise Orcs Must Die! de Robot Entertainment, disponible sur Microsoft Windows et PlayStation 4. Unchained est initialement sorti en version bêta en 2014, et dans sa forme de sortie le 18 avril 2017 pour la plateforme Windows, tandis que la version PlayStation 4 est sortie le 18 juillet 2017.

## Gameplay
Comme les titres précédents, Unchained est une variation des jeux de tower defense, où le joueur place des pièges dans les niveaux du jeu et s'engage dans un combat direct avec des personnages héros sélectionnés pour repousser plusieurs vagues d'orcs et autres monstres d'atteindre un noyau magique. Bien que le jeu ait été disponible à l'achat pendant sa période bêta, Unchained est sorti en tant que titre free-to-play avec un méta-jeu permettant aux joueurs de gagner de la monnaie du jeu et des mises à niveau en réussissant des matchs pour améliorer les pièges et acquérir d'autres objets et attributs pour soutenir leur personnage, ou qu'ils peuvent acheter directement avec de l'argent réel. Le jeu comprend des matchs coopératifs jusqu'à trois joueurs contre des adversaires IA, et un mode compétitif entre deux équipes de trois, qui s'affrontent sur des instances distinctes de la carte mais avec la possibilité d'affecter les performances de l'autre équipe ; le jeu proposait auparavant un mode compétitif 5v5 joueur contre joueur appelé Siege qui a été abandonné pendant la phase bêta.
Robot Entertainment a fermé les serveurs du jeu en avril 2019, après avoir géré le jeu à perte pendant plusieurs mois. 